# Perfect Strangers (canción de Jonas Blue)
«Perfect Strangers» es una canción del productor británico Jonas Blue, con vocales del cantante JP. Cooper, lanzada a través de Capitol, Positiva y Virgin EMI Records el 3 de junio de 2016. Fue incluido en el álbum recopilatorio Jonas Blue: Electronic Nature – The Mix 2017 y en su álbum de estudio de 2018 Blue.
En Reino Unido alcanzó el número 2 en la UK Singles Chart y en Estados Unidos llegó al número 1 de la lista Dance Club Songs de Billboard. Alcanzó el número 1 en Polonia y llegó a los primeros puestos en ocho países, incluidos Alemania, Australia y Suecia.
Una versión japonesa de la canción del grupo de chicas surcoreanas AOA fue lanzada en su álbum Runway.

## Video musical
Un video musical para acompañar el lanzamiento de "Perfect Strangers" se lanzó por primera vez en YouTube el 14 de junio de 2016 con una duración total de tres minutos y veintisiete segundos. El video está ambientado y filmado en Ciudad del Cabo, Sudáfrica. Presenta a una mujer (Victoria Scholtz) que siempre se encuentra casualmente con el mismo hombre (Devin Dollery) donde quiera que vaya. Luego se alían para ayudar a divertir a los niños en Sudáfrica, con el hombre introduciéndolos al skateboarding y la mujer que les introduciénde al breakdance mientras se enamoran en el proceso.

## Posicionamiento en listas
| Lista (2016–2017)                           | Mejor posición |
| ------------------------------------------- | -------------- |
| Alemania (Offizielle Deutsche Charts)       | 9              |
| Australia (ARIA)                            | 6              |
| Austria (Ö3 Austria Top 40)                 | 9              |
| Bélgica (Flandes) (Ultratop 50)             | 4              |
| Bélgica (Valonia) (Ultratop 50)             | 22             |
| Canadá (Canadian Hot 100)                   | 46             |
| Dinamarca (Tracklisten)                     | 11             |
| Escocia (Scottish Singles Sales Chart)      | 2              |
| Eslovaquia (Rádio Top 100)                  | 8              |
| Eslovaquia (Singles Digitál Top 100)        | 4              |
| Eslovenia (SloTop50)                        | 11             |
| España (Top 100 Canciones)                  | 13             |
| Estados Unidos (Bubbling Under Hot 100)     | 11             |
| Estados Unidos (Hot Dance Club Songs)       | 1              |
| Estados Unidos (Hot Dance/Electronic Songs) | 11             |
| Francia (SNEP)                              | 13             |
| Hungría (Dance Top 40)                      | 32             |
| Hungría (Rádiós Top 40)                     | 6              |
| Hungría (Single Top 40)                     | 9              |
| Irlanda (IRMA)                              | 2              |
| Italia (FIMI)                               | 19             |
| México (Mexico Ingles Airplay)              | 1              |
| Líbano (Lebanese Top 20)                    | 11             |
| Nueva Zelanda (Recorded Music NZ)           | 8              |
| Noruega (VG-lista)                          | 7              |
| Países Bajos (Dutch Top 40)                 | 2              |
| Países Bajos (Mega Single Top 100)          | 3              |
| Filipinas (Philippine Hot 100)              | 14             |
| Polonia (Polish Airplay Top 100)            | 1              |
| Portugal (AFP)                              | 4              |
| Reino Unido (UK Dance Chart)                | 1              |
| Reino Unido (UK Singles Chart)              | 2              |
| República Checa (Rádio Top 100)             | 6              |
| República Checa (Singles Digitál Top 100)   | 7              |
| Rumania (Media Forest)                      | 6              |
| Rusia Airplay (Tophit)                      | 11             |
| Suecia (Sverigetopplistan)                  | 3              |
| Suiza (Schweizer Hitparade)                 | 8              |